# Herselt
Herselt est une commune néerlandophone de Belgique située en Région flamande dans la province d'Anvers.
Elle est née de la fusion des anciennes communes d'Herselt et de Ramsel.

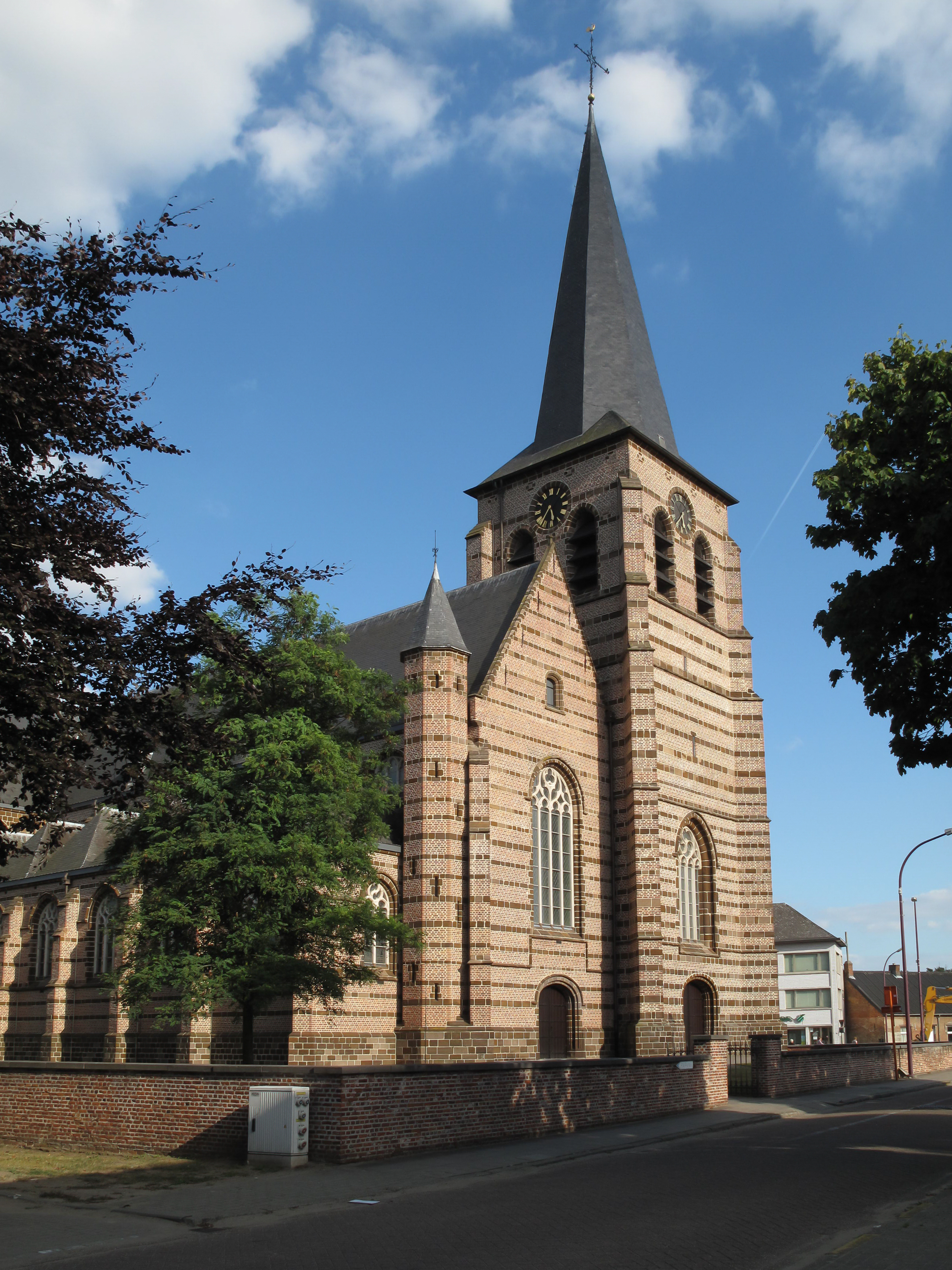
Herselt, église: de Sint Servatiuskerk

## Sections de la commune
| # | Section | Superf. (km²) | Habitants (2020) | Habitants par km² | Code INS |
| - | ------- | ------------- | ---------------- | ----------------- | -------- |
| 1 | Herselt | 40,41         | 10.087           | 250               | 13013A   |
| 2 | Ramsel  | 11,97         | 4.433            | 370               | 13013B   |

## Histoire
Le 19 août 1914, l'armée allemande exécute 23 civils et détruit 5 bâtiments. Ces événements font partie des Atrocités allemandes en 1914.

## Héraldique
|  | La commune possède des armoiries qui lui ont été octroyées le 18 décembre 1970 et à nouveau le 3 décembre 1984. Aucune description n'a été trouvée. Blasonnement : D'or, quatre pales de gueules et un ourlet de glaçage festonné. Le bouclier suspendu avec des bandes de gueules sur un chêne de couleur naturelle. (Traduction libre) Source du blasonnement : Heraldy of the World. |

## Démographie

### Évolution démographique: Avant la fusion des communes
- Sources : INS, Rem. : 1831 jusqu'en 1970 = recensements, 1976 = nombre d'habitants au 31 décembre[4].
- 1866: Scission de Ramsel en 1865

### Évolution démographique: Commune fusionnée
En tenant compte des anciennes communes entraînées dans la fusion de communes de 1977, on peut dresser l'évolution suivante :
- Source : Statbel - Remarque: 1806 jusqu'à 1981=recensement; depuis 1990=nombre d'habitants chaque 1er janvier[5]